# Юлия Старшая (сестра Гая Юлия Цезаря)
Ю́лия Ста́ршая (лат. Iulia Maior; II—I века до н. э.) — римская матрона, старшая сестра Гая Юлия Цезаря.

## Биография
Юлия ни разу не упоминается в источниках. О её существовании известно только благодаря упоминанию у Светония трёх внуков сестёр Гая Юлия Цезаря — Октавиана, Квинта Педия и Луция Пинария Скарпа. Отсюда следует, что у Гая Юлия Цезаря-старшего и Аврелии, помимо жены Марка Атия Бальба, была ещё одна дочь, чьими мужьями стали один из Педиев и один из Пинариев.
Один из предполагаемых внуков Юлии Старшей, Квинт Педий, уже в 57 году до н. э. был взрослым человеком, а в 43 году до н. э. занимал должность консула-суффекта, доступную только начиная с 42-летнего возраста. Предположительно он родился не позже 88 года до н. э. Между тем дата рождения брата Юлии — 100 или, самое раннее, 102 год до н. э. Поэтому исследователи полагают, что Квинт Педий был не внуком, а сыном Юлии; это может быть справедливо и в отношении Луция Пинария Скарпа. В этом случае мужей Юлии звали Марк Педий и Луций Пинарий.